# 巴黎子午線

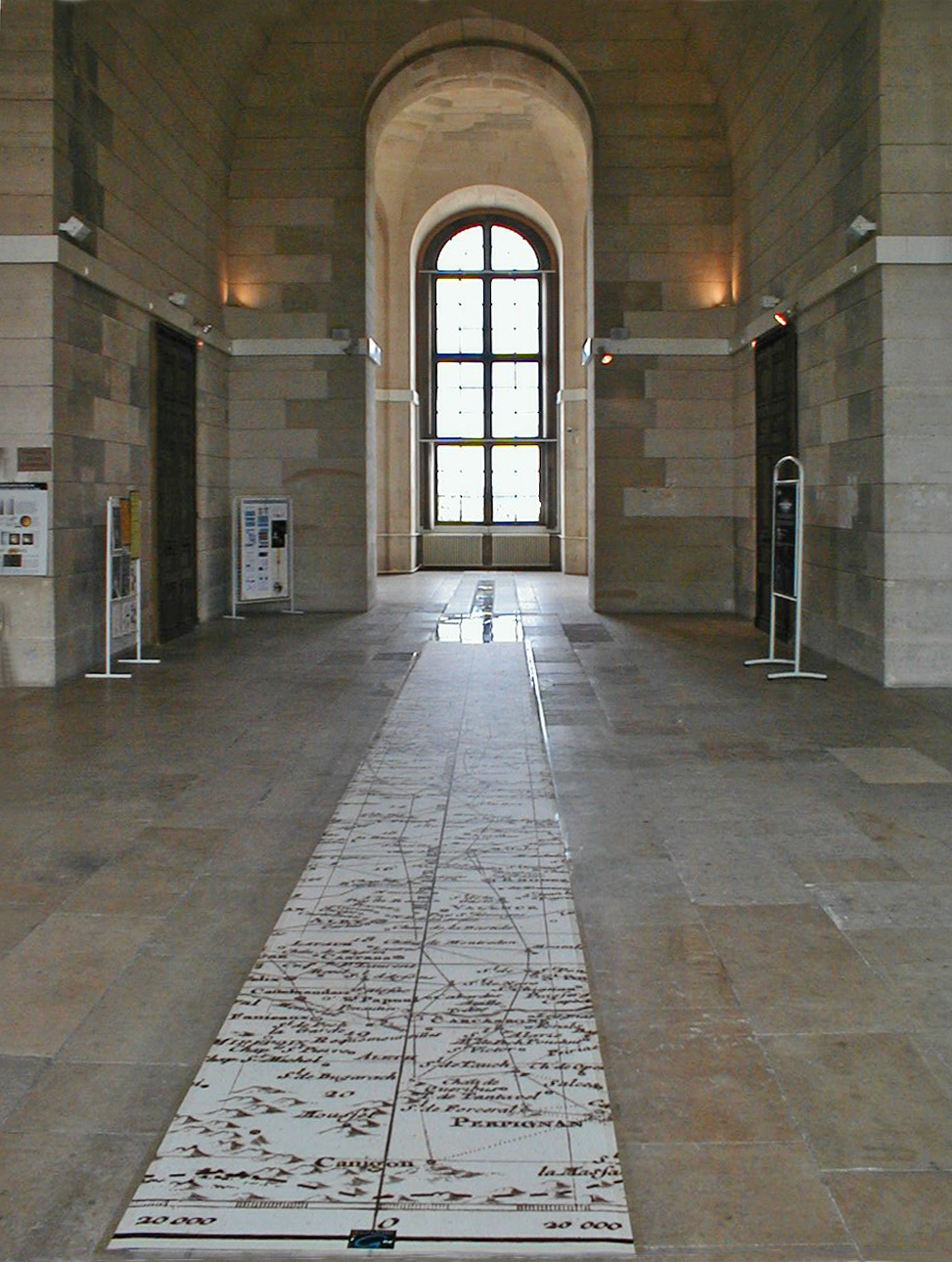
位於巴黎天文台的巴黎子午線

巴黎子午線（法語：Méridien de Paris）是一條經過法國巴黎的經線，現為東經2°20′14.025″。在定立本初子午線的歷史裏，巴黎子午線一直都是格林尼治的競爭對手。在1884年於美國華盛頓特區舉行的國際本初子午線大會上投票選出格林尼治子午線為本初子午線，法國代表棄權，並堅持使用巴黎子午線作為經度起點，直至1911年及1914年才以格林尼治子午線分別作為授時及導航標準。時至今日，仍有法國的制圖學家在地圖上標示巴黎子午線。

## 起源
1634年，法國國王路易十三和黎希留公爵決定把斐洛子午線當作地圖上的參考線，因為法羅群島位於舊大陸的最西邊。它也剛好位於巴黎的西方20度。法國國王路易十四1666年成立法國皇家科學院，1681年皇家科學院開始全法國的地圖測量，1744年完成第一幅三角測量的法國地圖，並在圖上標示穿越巴黎天文台為零度經線，即是法國巴黎子午線。天文學家費利克斯·皮卡德在1668-1670年間測量巴黎子午線緯度的長度並從中計算出地球的大小，1791年法國國民議會確定，由極點到赤道距離的千萬分之一為1公尺，1919年國際航海大會正式通過公尺為標準的長度計量單位。